# Grade à titre temporaire
Pour les articles homonymes, voir ATT.
Dans les armées, un militaire peut être nommé à un grade à titre temporaire (ATT) lorsqu'il est jugé capable de remplir cette fonction par son encadrement, et que les circonstances ne permettent pas de suivre la procédure administrative.

## France
Une nomination "à titre temporaire" peut être référée par l'abréviation ATT.
Durant la première guerre mondiale, les pertes importantes d'officiers au front font que de nombreux autres doivent être promus en fonction de leur valeur au feu à un grade supérieur « à titre temporaire et pour la durée de la guerre ». Ils sont confirmés dans leur poste avec effets rétroactifs après parfois plusieurs mois de procédure.
De nos jours, les élèves officiers en formation sont nommés à titre temporaire à leur grade. Par exemple les élèves de l'École navale sont nommés Enseigne de vaisseau de deuxième classe à titre temporaire après un an au grade d'aspirant.

### Militaires français promus à un grade d'officier général à titre temporaire
- Martial Beyrand, 24 novembre 1794
- Pierre-Mathieu Parein du Mesnil, 3 mars 1794
- Paul Jules Henri Muteau, 28 janvier 1906
- Henri Berthelot, 1914
- Henri Lebocq, 1914
- Henry Victor Deligny, 1914
- Noël Jean-Baptiste Henri Alphonse Dumas, 30 aout 1914
- Paul Maistre, 14 septembre 1914
- Henri Marie Alfred de Cadoudal, 9 septembre 1914
- Albert Baratier, 9 septembre 1914
- Alphonse Nudant, 12 septembre 1914
- Théodore de Dartein, 16 septembre 1914
- Jean-Marie Brulard, 18 septembre 1914
- François Anthoine, 9 octobre 1914
- Marie Jean Auguste Paulinier, 26 octobre 1914
- Georges de Bazelaire, 16 novembre 1914
- Alphonse Édouard Caron, 20 novembre 1914
- Adolphe Guillaumat, 9 décembre 1914
- Élie de Riols de Fonclare, 18 décembre 1914
- Jean de Montdésir, 1915
- Frédéric Hellot, 4 février 1915
- Denis Auguste Duchêne, 12 mars 1915
- Marie Émile Fayolle, 14 mai 1915
- Charles de Lardemelle, 17 juin 1915
- Georges Prosper Anne Claret de la Touche, 15 juillet 1915
- Eugène François Germain Vuillemot, 11 avril 1916
- Edmond Buat, 14 avril 1916
- Gustave Paul Lacapelle, mai 1916
- Pierre des Vallières, 16 mai 1916
- Louis Monroë dit Roë, 28 mai 1916
- Ferdinand Auguste Pont, 28 septembre 1916
- Maurice Gamelin, 8 décembre 1916
- Maurice de Barescut, 16 décembre 1916
- Antoine Baucheron de Boissoudy, 25 novembre 1916
- André Joseph Emmanuel Massenet, 31 décembre 1916
- Marie Joseph Just Cherrier, 18 mai 1917
- Georges Demetz, 29 juin 1917
- Maxime Weygand, 1917
- Bernard Serrigny, 19 avril 1918
- Stanislas Naulin, 10 juin 1918
- André Corap, janvier 1940
- Charles De Gaulle, 25 mai 1940
- Charles Mast
- Marius Daille
- Martial Valin, 12 aout 1941, promu colonel à titre temporaire puis général de brigade à titre temporaire, par la suite confirmé dans ses fonctions de colonel puis général.
- Jules Decamp, 20 février 1942

Voir aussi : Liste des généraux français tués pendant la Première Guerre mondiale

#### Charles de Gaulle

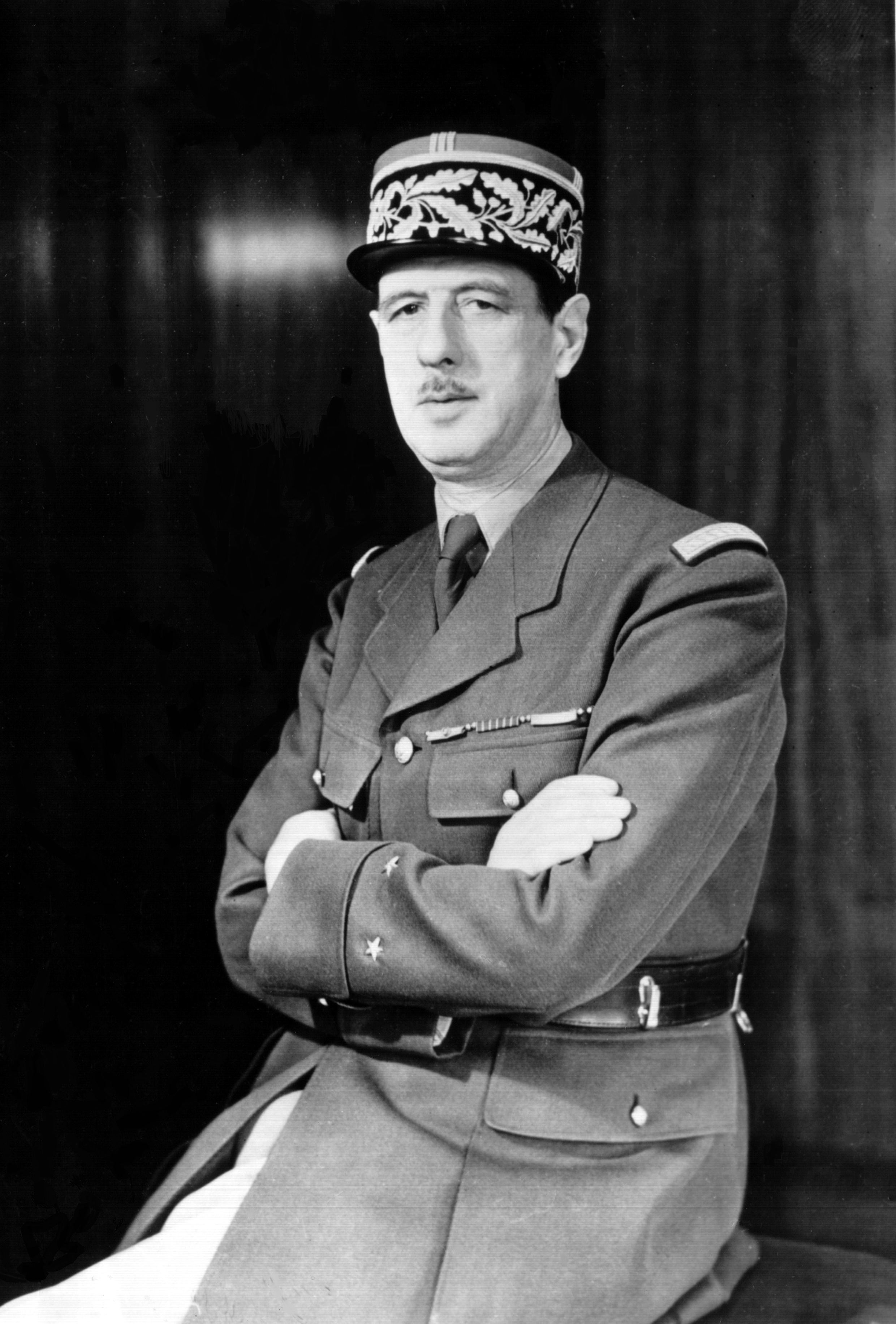
De Gaulle pose en uniforme de général pour une photographie officielle de l'armée américaine en 1942.

Le 26 avril 1940, le colonel Charles de Gaulle, qui commandait le 507e régiment de chars de combat depuis 1937, est désigné pour diriger, par intérim, la 4e division cuirassée en cours de constitution. Il lance la contre-attaque de la bataille de Montcornet le 17 mai, et bien que la bataille s'achève par le retrait des forces françaises à la suite de l'intervention de l'aviation allemande, De Gaulle a pris plusieurs points stratégiques. À la vue de son action vigoureuse, et sachant qu'il exerçait de fait une fonction d'officier général, les commandants des trois autres divisions cuirassées ayant ce grade, De Gaulle est nommé général de brigade à titre temporaire, avec effet au 1er juin. Il s'illustre encore à la bataille d'Abbeville (du 27 mai au 4 juin) sous les ordres de Maxime Weygand, pendant laquelle son grade de général prend effet.
Le 6 juin 1940, De Gaulle est nommé sous-secrétaire d'État à la guerre dans le gouvernement Paul Reynaud, à nouveau sous les ordres de Weygand devenu ministre de la Défense nationale. Le 10 juin 1940, il est envoyé en mission à Londres, où il entreprend de négocier l'Union franco-britannique. Mais le 16 juin 1940, le gouvernement Reynaud est remplacé par le gouvernement Philippe Pétain. À la suite de l'Appel du 18 juin, De Gaulle est mis à la retraite d'office avec le grade de colonel, puis condamné par contumace à la prison et à la perte de la nationalité française, puis dans un deuxième jugement le 2 août, à la dégradation et à la mort.
Il continue cependant d'être traité comme général par les Alliés, à commencer par Winston Churchill qui reconnaît son autorité sur la France libre le 28 juin 1940, et il use de l'uniforme de général et de ses décorations tout au long de la guerre. Le 25 août 1944, à la libération de Paris, il se réinstalle dans le bureau du ministère de la Défense qu'il avait quitté le 10 juin 1940.
Après la guerre, il n'exerce plus de fonctions militaires mais politiques et reste donc toujours connu comme général. Il pouvait toucher une retraite de colonel mais refusa pour préserver son indépendance vis-à-vis du régime.

## Zélande
- Cornelis Evertsen (1610-1666), 1er mai 1652

## Royaume-Uni
Exemple de généraux britanniques nommés à titre temporaire :
- Henry Hughes Wilson, 1907
- William Joseph Slim, 1939
- John Aizlewood, 1er aout 1939
- Robert Laycock, 1940
- David Stirling, juin 1941
- Edmund Charles Wolf Myers, 1942
- John George Walters Clark, 1938
- Nigel Poett
- Fitzroy Maclean

Voir aussi Brevet (militaire)

## États-Unis
Exemple de généraux américains nommés à titre temporaire :
- Leslie Richard Groves, 1942

Voir aussi Brevet (militaire)